# 吉田メロディー
- 吉田メロディー
- 吉田メロディ

吉田メロディー（よしだメロディー）とは、昭和時代に活躍した作曲家吉田正の作風のことである。通称吉メロ。

## 解説
昭和の大作曲家古賀政男の作風が「古賀メロディー」と称されたのに比類して命名された。命名時期は不明。
同様の例に、「服部メロディー（服部良一）」「遠藤（実）メロディー（遠藤実）」「晋平メロディー（中山晋平）」「古関メロディー（古関裕而）」などがある。ただし、中山と古関の場合は没後に命名されたものであり、吉田・服部・遠藤の場合も存命中にはさほど普及していない。

## 主な楽曲
| 曲名                   | 作者                      | 歌手                                | 年   |
| ---------------------- | ------------------------- | ----------------------------------- | ---- |
| 異国の丘               | 増田 幸治 補作：佐伯 孝夫 | 竹山 逸郎 中村 耕造                 | 1948 |
| 街のサンドイッチマン   | 宮川 哲夫                 | 鶴田 浩二                           | 1953 |
| 落葉しぐれ             | 吉川 静夫                 | 三浦 洸一                           | 1953 |
| 弁天小僧               | 佐伯 孝夫                 | 三浦 洸一                           | 1955 |
| 赤と黒のブルース       | 宮川 哲夫                 | 鶴田 浩二                           | 1955 |
| 東京の人               | 佐伯 孝夫                 | 三浦 洸一                           | 1956 |
| 哀愁の街に霧が降る     | 佐伯 孝夫                 | 山田 真二                           | 1956 |
| 有楽町で逢いましょう   | 佐伯 孝夫                 | フランク永井                        | 1957 |
| 公園の手品師           | 宮川 哲夫                 | フランク永井                        | 1958 |
| 街燈                   | 佐伯 孝夫                 | 三浦 洸一                           | 1958 |
| 泣かないで             | 井田 誠一                 | 和田弘とマヒナスターズ              | 1958 |
| 東京ナイト・クラブ     | 佐伯 孝夫                 | 松尾 和子・フランク永井             | 1959 |
| 誰よりも君を愛す       | 川内 康範                 | 松尾 和子・和田弘とマヒナスターズ   | 1959 |
| 夜がわるい             | 川内 康範                 | 松尾 和子                           | 1960 |
| 潮来笠                 | 佐伯 孝夫                 | 橋 幸夫                             | 1960 |
| 再会                   | 佐伯 孝夫                 | 松尾 和子                           | 1960 |
| 東京カチート           | 佐伯 孝夫                 | フランク永井                        | 1960 |
| 江梨子                 | 佐伯 孝夫                 | 橋 幸夫                             | 1962 |
| 寒い朝                 | 佐伯 孝夫                 | 吉永 小百合・和田弘とマヒナスターズ | 1962 |
| いつでも夢を           | 佐伯 孝夫                 | 橋 幸夫・吉永 小百合                | 1962 |
| 霧子のタンゴ           | 吉田 正                   | フランク永井                        | 1962 |
| 伊豆の踊子             | 佐伯 孝夫                 | 吉永 小百合                         | 1963 |
| 美しい十代             | 宮川 哲夫                 | 三田 明                             | 1963 |
| 恋をするなら           | 佐伯 孝夫                 | 橋 幸夫                             | 1964 |
| 明日は咲こう花咲こう   | 西沢 爽                   | 吉永 小百合・三田 明                | 1965 |
| 恋と涙の太陽           | 佐伯 孝夫                 | 橋 幸夫                             | 1966 |
| 恋人ジュリー           | 吉田 正                   | 三田 明                             | 1966 |
| 勇気あるもの           | 佐伯 孝夫                 | 吉永 小百合・トニーズ               | 1966 |
| おまえに               | 岩谷 時子                 | フランク永井                        | 1966 |
| カリブの花             | 山上 路夫                 | 三田 明                             | 1967 |
| 恋のメキシカン・ロック | 佐伯 孝夫                 | 橋 幸夫                             | 1967 |
| 薔薇の涙               | 水島 哲                   | 三田 明                             | 1968 |
| 和歌山ブルース         | 吉川 静夫                 | 古都 清乃                           | 1968 |
| お先にどうぞ           | 山上 路夫                 | 由紀 さおり                         | 1987 |